# 原悠衣
原悠衣（1984年—）是日本女性漫畫家。北海道札幌市出身，也居住在此。
在Mag Garden出版社發行的月刊Comic BLADE中初次发表作品。

## 作品列表
- 半調子的墮天使（日语：堕天使カナン）（Mag Garden《月刊Comic BLADE》、全1卷）
- 外星來的魔女（星のウイッチ）（Mag Garden《月刊Comic BLADE》、全3卷）
- 若葉女孩（わかば*ガール）（創作工房《少女通信》、單行本由芳文社「Manga Time KR Comics」叢書發行、全1卷）
- 黃金拼圖（きんいろモザイク）（芳文社《Manga Time Kirara MAX》已完結，已出版11卷）
- 宇宙新娘（日语：宇宙ヨメ）（一迅社《月刊Comic REX》、全2卷）
- 魔女盛開於滿月之下 (魔女は満月に咲く)（《COMIC FUZ（日语：COMIC FUZ）》2023年2月26日 起連載）

### 漫畫選集
- Tales of Symphonia（2005年2月1日）ISBN 9784861271182
- Tales of Legendia（2005年11月29日）ISBN 9784861272172
- Tales of the Abyss Vol.4（2007年12月10日）ISBN 9784861274619
- （2008年3月22日）ISBN 9784861274923
- けいおん! 漫畫選集 Vol.2（2010年4月27日）ISBN 9784832279087
- 食夢者瑪莉 四格漫畫選集 第1卷（2011年2月26日）ISBN 9784832279957
- A頻道 漫畫選集 第1卷（2011年6月27日）ISBN 9784832240438
- けいおん! 漫畫選集 Vol.5（2011年10月2日）ISBN 9784832240650
- - 『まんがタイムきらら☆マギカ』Vol.1（2012年6月8日）
- 『魔法少女小圓 四格漫畫選集』1卷（2012年7月26日）ISBN 9784832241763（封面插圖）
- 『悠悠哉哉少女日和 公式漫畫選集』（2014年1月23日）ISBN 9784040662503（彩色插圖）
- 『ガールフレンド(仮) 電撃漫畫選集』（2015年2月27日）ISBN 9784048692311（插畫）
- 『ガールフレンド(♪) 電撃漫畫選集』（2016年3月26日）ISBN 9784048658454（封面插圖）
- 『三者三葉 漫畫選集』（2016年4月27日）ISBN 9784832246928（彩色插圖）
- 『NEW GAME! 漫畫選集』（2016年8月27日）ISBN 9784832247406（彩色插圖）
- 『斯黛拉的魔法 漫畫選集』（2016年11月26日）ISBN 9784832247758（封面插圖）
- 『隔壁的吸血鬼美眉 官方漫畫選集』（2018年9月27日）ISBN 9784040651118（封面插圖）

### 畫集
- （2013年8月27日）ISBN 9784832243446
- （2015年5月27日）ISBN 9784832245754

## 其他
- 向陽素描×蜂窩 第3話提供背景插圖
- 櫻Trick 第6話End Card
- 請問您今天要來點兔子嗎？ 第1話End Card（首播版）
- 犬神同學和貓山同學 第6話End Card
- 幸腹塗鴉 第2話提供背景插圖
- 三者三葉 第4話End Card
- Slow Start 第5話End Card
- Love Live! 學園偶像祭 Kirakira☆转入生festival 克里斯蒂娜(Christina)插画[3]
- 天籟人偶 月下人設和第2話End Card